# Гірнича промисловість Італії

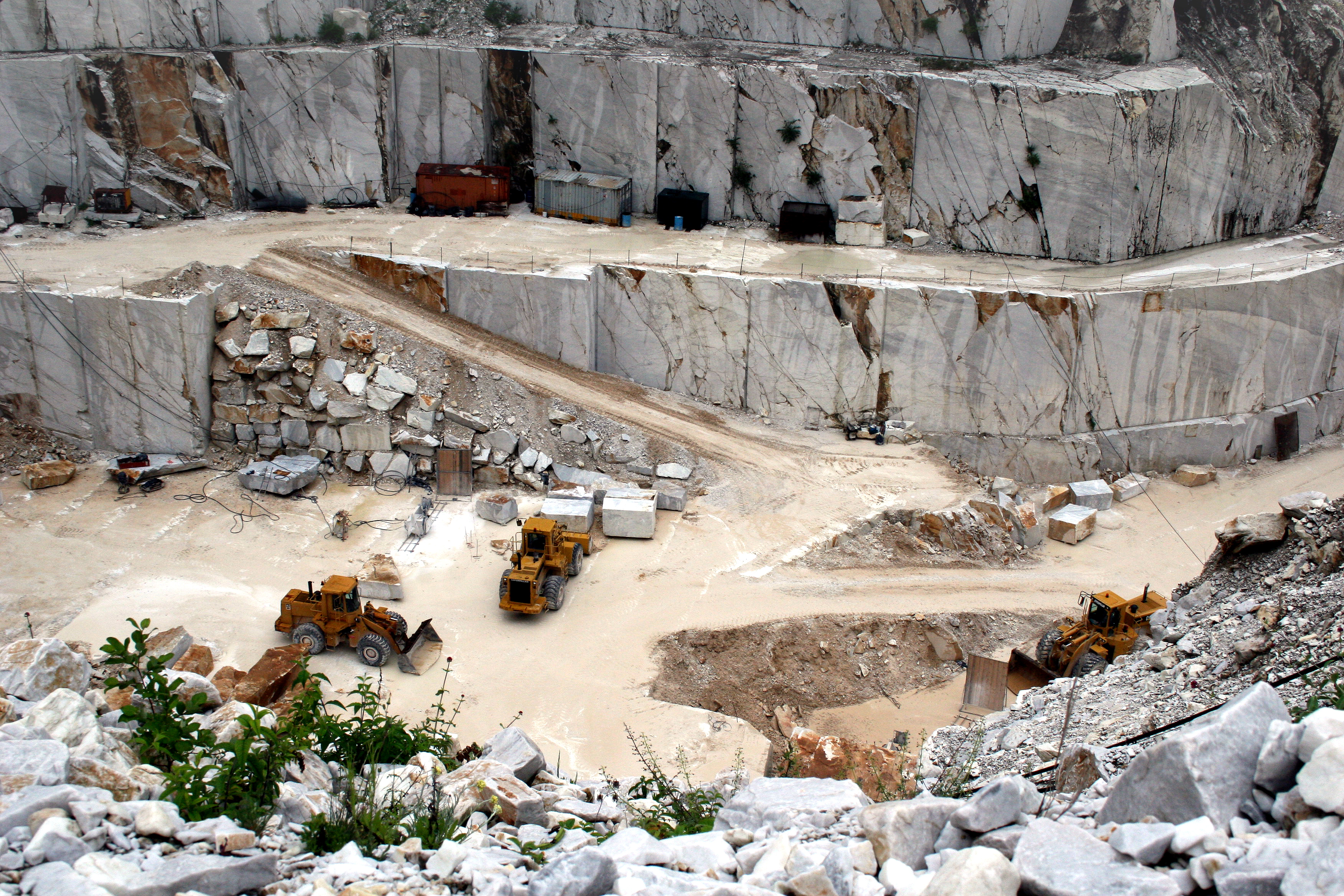
Видобуток каррарського мармуру в Італії

Гірнича промисловість Італії.

## Загальна характеристика
На гірничодобувну і переробну, пром-сть в 1990-х рр. припадало бл. 1/3 ВВП. За вартістю мінеральної сировини, що добувається (бл.10% ВВП) І. належить до числа країн з відносно слабкорозвинутою гірничодобувною пром-стю. В структурі галузі в 1990-х рр. переважала паливно-енергетична — бл. 75%, в подальші роки домінують індустріальні к.к. І. — великий імпортер мінеральної сировини і палива. Осн. постачальниками к.к. в І. є країни Західної Європи і Канада, палива — країни Бл. Сходу. Італія забезпечує себе бокситами, свинцем і цинком і виробляє деяку кількість ртуті на експорт. Експортує І. г.ч. мармур, кам'яну і калійну солі.

## Окремі галузі
Паливні корисні копалини. У енергетичному секторі Італія є цілком залежною від імпорту вугілля, нафти і газу.
Природний газ, що добувається в долині р. По і на Півдні, є головним мінеральним паливним ресурсом Італії. Розвідані запаси газу оцінюються в 300 млрд куб.м. У 1990 було видобуто 17 млрд куб.м газу, в 2001 — 15,5 млрд куб.м. Водночас його споживання в країні — 64,5 млрд куб.м.
Видобуток нафти в 1990 становив 4,6 млн т, в 2001 р — 4,1 млн т, а споживання — 93 млн т.
Невелику кількість бурого вугілля в 1990-х рр. добували на Сицилії, рудник Santa Barbara.
Металічні корисні копалини. Суміжна з гірництвом — металургія — відносно нова галузь промисловості Італії. Відчуваючи недостачу запасів вугілля і залізняку, Італія стала розвивати металургійну промисловість тільки після створення в 1952 Європейського об'єднання вугілля і сталі. За період 1959—1980 виробництво сталі в Італії зросло на 292% (у Франції — на 56%, в Західній Німеччині — на 49%). З виплавки сталі (28 млн т) в 1992 Італія займала 6-е місце у світі, випереджаючи Канаду і Бразилію. Вона також випускає значну кількість алюмінію, цинку, свинцю, ртуті і магнію.
За даними International Lead and Zinc Study Group видобуток свинцю становить 4 тис.т/рік (2001) [Mining Annual Review 2002]. Рафіноване виробництво, за тими ж даними, становить 222 тис.т. Рафіноване виробництво цинку — 179 тис.т.
Італія виробляє первинний алюміній на двох підприємствах продуктивністю 144 тис.т/рік в Porto Vesme і 44 тис. т/рік в Fusina в північно-східній Італії. Ними володіє компанія Alcoa. Сировина — глинозем заводу Eurallumina SpA в Portoscuso, що на західному узбережжі Сардинії. Виробництво глинозему — 975 тис.т/рік. Бл. 2 млн т/рік бокситу залучають від з рудника Comalco Weipa (Західна Австралія).
В золотодобувному секторі діє компанія Gold Mines of Sardinia Ltd (GMS). У 1997 вона розпочала золотодобувні гірничі роботи в Південній Сардинії (Furtei) і виробила 35 тис. унцій за перший рік. Видобуток ведеться відкритим способом. Для вилучення золота застосовують вилуговування і флотацію. Концентрат містить Cu si Au. В першій чверті 2002 вироблено 5 880 унцій золота і 486 т міді. Компанія продовжує розвідувальні роботи.
Нерудні корисні копалини. Італія — один з найбільших продуцентів цементу в ЄС, важливий виробник бентоніту і глини (монтморилоніт видобувають переважно в Сардинії) і значний виробник польового шпату.
Обсяг виробництва цементу, що має велике значення для будівельної індустрії Італії, становив 40,8 тис. т в 1990. Італія продукує бл. 50% керамічної черепиці в ЄС.
Видобуток знаменитого білого мармуру ведеться на Каррарському (див. рис.), кольорового — на інш. родовищах.
Важливі інші видобувні індустріальні продукти включають пемзу (на острові Ліпарі), пуцолани і тальк.

## Наукові установи. Геологічна служба. Підготовка кадрів. Друк.
Геологічна служба в І. створена в 1873 р. Дослідження надр І. координує Національний консультативний комітет з геології і гірничої справи при Нац. раді досліджень (1923 р. Рим), а також Мін-во освіти і Нац. Комітет з ядерної енергії. Геологічна і гірнича освіта зосереджена в 12 ун-тах. Найбільш повно геол. дисципліни представлені в ун-тах Риму і Пізи. Осн. періодичні видання в галузі геології і гірничої справи: «Bollettino del Servizio geologico d'ltalia» (з 1874), «Notizie degli scavi di antichita» (з 1876), «Bollettino della Societa geologica Italiana» (з 1882), «Industria Mineraria» (з 1927), «Memorie della societa geologica Italiana» (з 1933).